# Tagalopsyche sisyroides
Tagalopsyche sisyroides är en nattsländeart som beskrevs av Banks 1913. Tagalopsyche sisyroides ingår i släktet Tagalopsyche och familjen långhornssländor. Inga underarter finns listade i Catalogue of Life.